# Забрідь (Хустський район)
За́брідь (угор. Gazlo) —  село в Україні, у Закарпатській області, Хустському районі. Входить до складу Драгівської сільської громади. Розташоване на березі річки Теребля. Перша письмова згадка про поселення сягає кін. XVI ст.
Існує легенда, що колись дуже давно, коли на місці села були ще великі ліси, с.Забрідь рахувалося присілком с.Драгова, річка Теребля ділила той присілок на дві частини, і щоб дістатися в іншу його частину, треба було переходити річку вбрід, тобто йти «за брід». Тому ту частину села, яка знаходилася за річкою, назвали «Забродом», а згодом так почали називати й обидві частини.
Старожили села кажуть, що історія с.Забрідь сягає давнини – ще часів нашестя монголо-татар. Про це свідчать назви зворів та поля – Татарський, Татарчиниця. Тоді існував і забрідський монастир, монахи якого за народними переказами організовували на відсіч нападникам. Село відоме з кінця XVI ст.
У 1864- селоZábrud, у 1865- Zábrodi, 1892- Zábrod, 1898-Zábrod, 1910-Vulčana-Zabrod, 1913- Zábrod, 1918- Gázló, 1944- Zábrod, Забродь, 1983-Забрідь, Забродь.,
На початку 20-х років представники чеської компанії « Краузе К» завезли сюди паровий двигун і розпочали обробку лісу на промисловій основі. Природні умови сприяли цьому: Теребля тут робить вигін, і бокори, що сплавлялись із її верїів’я, легко заходили на мілководдя, потім розбиралися, щоб спеціалісти могли посортувати стовбури та відібрати найбільш придатні для дошки, дранки, а з решти утворити нові бокори і відправити їх далі по Тереблі та Тисі.
Отже, розпиловка дерев була чи не найголовнішим заняттям забрідчан, а заводові по обробці деревини дали лаконічну назву «Фірес».
У 50-х роках весь Забрід разом з його присілком Дубровиця ранками пробуджували посвисти локомотивів по залізничному шляху, який проходив через село і яким доставляли будматеріали на зведення Вільшанської плотини.
З 1976 року с.Забрідь відокремлене від Драгівської сільської ради та отримало статус села. В 1967-1968 рр. була збудована шосейна дорога, в 1956 р. – перша хата-читальня в Летки М., а згодом сільський клуб.
У 2002 році при Забрідській сільській бібліотеці відкрито "Етнографічний музей",який є осередком освіти і виховання, сприя
є формуванню національної свідомості, любові до рідної землі, свого народу, збереження духовної єдності поколінь. В музеї зібрано понад 400 експонатів.
Визначною пам'яткою села є жіночий монастир Святого Архангела Михаїла, розташований за кілька кілометрів звідси в лісі. Але оскільки від монастиря до сусіднього села Драгово відстань також невелика, то майже всі офіційні джерела вказують місцезнаходження монастиря в с. Драгово – Забрідь, а сам монастир увійшов в історію як Драгівський.
Свято - Михайлівський жіночий монастир - було засновано в 13 - першій половині 14 ст. дідом або батьком (воєвода Сас) воєводи Баліци і магістра Драга. Баліца і Драг добре дбали про монастир, навіть, виклопотали для обителі патріаршу ставропігію.
Драгівські та забрідські старожили розповідають, що монастир був сполучений підземним ходом (близько 13 км) з монастирем у селі Угля, Тячівського району, а в його підземеллях схована бібліотека з безцінними стародавніми книгами.
З 1556 р. монастир підпорядковується Мукачівському єпископу, а з 1670 р. переходить до кальвіністів. Існує припущення, що в 17 ст. в монастирі була друкарня.
За переказами, кальвініст Лошвай (Ілошвай) спалив монастир разом зі 130 монахами на третій день Великодня. Та повертаючись після кровопролиття додому, Лошвай впав з коня біля річки, де і був ним затоптаний до смерті..
Після Першої світової війни з'явилася ідея відродження обителі. За відбудову храму взявся ієромонах Вікентій (Орос). У 1939 р. був освячений фундамент під монастирську церкву та відправлена панахида за загиблими монахами. Монастир було освячено як жіночий.
У 60-х рр. монастир знову було зруйновано, але вже радянською владою. Залишилися лише два корпуси, у яких розташувалася фетро-фільцева фабрика та піонерський табір. У 1990 р. монастир було повернуто Православній Церкві, а в 1993 р. побудовано великий соборний храм Архістратига Михаїла. В 1999 р. була освячена церква на честь ікони Божої Матері "Живоносне Джерело", а в 2002 р. - Петропавлівська каплиця. Монастир має також домову церкву Іоанна Предтечі.
Монастир зберігає велику святиню - частки мощей преподобних Києво-Печерських, які у 2001 р. були передані обителі преосвященнішим Іоанном, єпископом Хустським і Виноградівським.
Церква Різдва пр. богородиці. 1996.
Колись давно мешканці Заброді ходили до церкви в Драгово. У 1992 р. вирішили збудувати каплицю, а потім взятися за спорудження власної церкви. Куратором обрали Михайла Рішка, який очолив усі роботи. Село виділило землю на території колишньої шкільної ділянки, дє вжє в жовтні 1992 р. почали будувати каплицю, а 27 грудня того ж року відбулося перше богослужіння і освячення каплиці архімандритом Єфремом.
У 1995 р. почали спорудження мурованої церкви розмірами 13: 38 м при висоті вежі 35 м за проектом архітектора В. М. Довганича та інженера М. М. Мадяра. Фундамент зробили власними силами. Стіни мурувала бригада, очолювана Михайлом Яремою, а завершення храму виконав Василь ПІкірта. На різних етапах будівництво вели Василь Рішко з Драгова, Василь Ситар, Василь Семиган, Віктор Супрун, Василь Варна. Споруду добудували в 1996 р. Бляхарі завершили роботу на дахах 15 травня 1999 р.
Кошти на будівництво зібрали в селі, допомогли також мешканці Драгова та Більшай, цеглу подарувало підприємство “Драгово”, очолюване Станіславом Дубинцем, великий особистий внесок зробив архімандрит о. Василь Петьовка. Першим священиком був Олексій Чулей з Нанкова
В селі є джерело мінеральної води. Неподалік від монастиря є урочище Буркут, де знаходяться три мінеральні джерела, вода з яких призначена не тільки для споживання, а й для купелі. Властивості цієї води покращують стан здоров’я як забрідчан, так і гостей села.
У підніжжі гори Менчул знаходяться уламки пам'ятника загиблим воїнам-десантникам, який був встановлений в 1971 році на місці, де в 1944 році з літака було висаджено двох воїнів-десантників.
В селі є джерело мінеральної води.
В селі струмок Ясановець впадає у Тереблю.
На південно-східній околиці села річка Монастир впадає у Тереблю.
У селі бере початок річка Дубрава.

## Присілки
Блидар
Блидар - колишнє село в Україні, в Закарпатській області.
Обєднане з селом Забрідь рішенням облвиконкому Закарпатської області №155 від 15.04.1967
Перша згадка в кінці ХІХ століття. Назва походить від волоського прізвища Blidar
Поблизу Блидаря діяла радянська розвід група (6 чоловік, командир Я. Ванягін) що висадилась 28 серпня 1944 р. на горі Блидар.
Неподалік знаходиться джерело мінеральної води

Грунь
Грунь -  колишнє село в Україні, в Закарпатській області.
Обєднане з селом Забрідь рішенням облвиконкому Закарпатської області №155 від 15.04.1967
Перша згадка в кінці ХІХ століття.

Дубровиця 
Дубровиця  - колишнє село в Україні, в Закарпатській області.
Обєднане з селом Забрідь рішенням облвиконкому Закарпатської області №155 від 15.04.1967
Перша згадка в кінці ХІХ століття.
Через Дубровиця було проведено залізничні колії, по яким доставляли будматеріали на зведення Вільшанської плотини.

Запогар
Запогар - колишнє село в Україні, в Закарпатській області.
Обєднане з селом Забрідь рішенням облвиконкому Закарпатської області №155 від 15.04.1967
Перша згадка в кінці ХІХ століття.

Сліпенький
Сліпенький - колишнє село в Україні, в Закарпатській області.
Обєднане з селом Забрідь рішенням облвиконкому Закарпатської області №155 від 15.04.1967
Перша згадка в кінці ХІХ століття.

## Туристичні місця
- урочище Буркут, де знаходяться три мінеральні джерела, вода з яких призначена не тільки для споживання, а й для купелі
- уламки пам'ятника загиблим воїнам-десантникам, який був встановлений в 1971 році на місці, де в 1944 році з літака було висаджено двох воїнів-десантників.
- храм Різдва пр. богородиці. 1996.
- жіночий монастир Святого Архангела Михаїла
- лісозавод «Фірес»
- "Етнографічний музей"